# کاترین بل (بازیگر)
کاترین لیزا بل (به انگلیسی: Catherine lisa bell) (زاده ۱۴ اوت ۱۹۶۸) بازیگر ایرانی-آمریکایی است.
کاترین در ۱۴ اوت ۱۹۶۸ در لندن از پدری اسکاتلندی و مادری ایرانی زاده شد. والدینش بعداً از یک‌دیگر جدا شدند.
کاترین سپس در ۳سالگی به همراه مادرش مینا به لس‌آنجلس در کالیفرنیا رفت. او در زمان کودکی در تبلیغ‌های تلویزیونی زیادی ظاهر گردید، و با این‌که قصد داشت پزشک یا مهندس بیومدیکال بشود، ولی در نهایت سر از مدلینگ حرفه‌ای تمام‌وقت درآورد.
بل معتقد به مکتب ساینتولوژی است. او به زبان‌های انگلیسی و فارسی تسلط دارد.

## بخشی از فیلمشناسی
از فیلم‌ها یا برنامه‌های تلویزیونی که وی در آن نقشی ایفا کرده، می‌توان به آثار زیر اشاره کرد:
- دو اور
- جادوگر خوب
- باغ جادوگر خوب
- جادوگر خوب (فیلم)
- شگفتی جادوگر خوب
- خانواده ی جادوگر خوب
- سرنوشت جادوگر خوب
- جذابیت جادوگر خوب
- هدیه جادوگر خوب
- ایوان قادر مطلق
- بابک و دوستان
- جاگ
- بروس قادر مطلق
- مرگ درخور اوست
- مردان جنگی
- حادثه جویان